# Equiterre (Suisse)
Pour les articles homonymes, voir Equiterre.
Équiterre est une ancienne association suisse active dans le développement durable, dissoute en 2018.

## Historique
L'association Équiterre débute en 1964 avec la création de l'Institut de la vie, association de Suisse romande et en 1971 avec la création de la Société suisse pour la protection du milieu vital, une association de Suisse alémanique,  ainsi que dans le projet de révision de la Constitution suisse (1973-1999). 
En 1971, c'est la première fois que la  Constitution suisse intègre un article concernant l'environnement : l'article 24 septies sur la protection de l'environnement,. Il marque la volonté de la Confédération de légiférer sur les atteintes au milieu naturel. En 1986 la Catastrophe de Schweizerhalle déclenche une prise conscience de lacunes existantes dans la législation concernant les produits chimiques. Cet événement marque un tournant dans la protection l'environnement,. En 1987 l'environnement est un sujet, fédéral qui s'intègre dans le projet de révision de la Constitution suisse. L'importance d'agir auprès des instances fédérales motive le rapprochement en 1987 des deux associations (Institut de la vie et Société suisse pour la protection du milieu vital). Ce rapprochement aboutit à la création de la Société suisse pour la protection de l'environnement (SPE). Dans le cadre de la révision programmée de la Constitution suisse, la SPE qui prend en compte la nécessité d'un cadre légal, développe ses actions de lobbying au niveau fédéral. 
L'objectif de la SPE s'inscrit essentiellement dans la protection de l'environnement sur les thèmes principaux de la propreté de l'air et la lutte contre le bruit. Dès la fin des années 1990 la SPE élargit ses thématiques de la propreté de l'air et la lutte contre le bruit, au développement durable, aux impacts sur la santé (EIS) et d'une façon générale aux relations entre l'humain et le territoire. 
En 2002 la SPE prend l'appellation actuelle d'"Équiterre, partenaire pour le développement durable". 
Natacha Litzistorf assure quinze années durant la direction de l'association et Hervé Pichelin lui succède le 1er septembre 2016 après son élection à la municipalité de Lausanne le 28 février 2016 dont la législature commence le 1er juillet 2016.

## Missions
L'association Équiterre conduit plusieurs missions de politique globale de développement durable comme de conduite de missions spécifiques. Une approche stratégique peut être réalisée avec une commune ou un quartier pour le développement ou la création de quartiers durables.
L'association crée et met à disposition du matériel pour l'enseignement ou la pratique de comportements s'inscrivant dans la santé, l'environnement, le développement durable, la création de potagers urbains. 
Équiterre conduit des études d'évaluation d'impact sur la santé (EIS).
L'association mène des projets liés à la préservation de la santé au quotidien : qualité de l'air dans les habitations (pollutions intérieures), parcours adaptés aux anciens, manger local, jardin thérapeutique...

## Réalisations
- Equitinéraires[12],[13]
- Revalorisation de quartiers en participation[14]
- Potagers urbains, jardins interstitiels et promotion de l'agriculture urbaine [11],[15],[16],[17]
- Jardins thérapeutiques[18]
- Étude impact sur la santé (EIS) du trafic aérien[19] (Cointrin), des éoliennes[20] (Jura)

## Cessation des activités le 30 avril 2018
L’assemblée générale d’Équiterre a décidé le 17 mars 2018 de la dissolution de l’association au 30 avril 2018 pour insolvabilité. 
La diminution du nombre de ses membres, l'internalisation par les entreprises, les communes et les cantons  des actions de développement durable a diminué le nombre de mandats et les ressources de l'association depuis plusieurs années. L'association Actions-Durables de Genève a repris les 3 derniers salariés d'Équiterre.